# 태백시립도서관
태백시립도서관은 강원특별자치도 태백시 소재의 시립 도서관이다.

## 연혁
- 1996년 1월 11일 태백시립도서관 설치운영조례 공포
- 1996년 1월 25일 태백시립도서관 개관
- 2004년 11월 9일 디지털자료실 개실

## 시설현황
- 2층: 디지털자료실, 서버실, 열람실, 시청각실
- 1층: 아동실, 종합자료실, 사무실

## 이용 안내
이용 시간
- 아동실: 연중 09:00 ~ 18:00
- 디지털자료실: 3~10월 09:00 ~ 18:00(주말 17:00) / 11~2월 09:00 ~ 17:00
- 종합자료실: 3~10월 09:00 ~ 19:00 / 11월~2월 09:00 ~ 18:00
- 열람실: 3~10월 07:00 ~ 22:00 / 11~2월 08:00 ~ 22:00
- 주말(토ㆍ일요일): 자료실 및 아동열람실은 18:00까지 운영

휴관일
- 매주 월요일
- 법정 공휴일
- 설, 추석
- 월요일은 자료실ㆍ디지털실ㆍ아동실은 휴실 (열람실은 09:00 ~ 18:00까지 개방)